# Vuosskeljávrre
Vuosskeljávrre, enligt tidigare ortografi Vuoskeljaure, är en sjö i Jokkmokks kommun i Lappland och ingår i Luleälvens huvudavrinningsområde. Sjön har en area på 1,03 kvadratkilometer och ligger 929 meter över havet. Vuoskeljaure ligger i Stora Sjöfallet Natura 2000-område.

## Delavrinningsområde
Vuosskeljávrre ingår i det delavrinningsområde (749062-159424) som SMHI kallar för Utloppet av Vuoskeljaure. Medelhöjden är 1 021 meter över havet och ytan är 7,28 kvadratkilometer. Det finns inga avrinningsområden uppströms utan avrinningsområdet är högsta punkten. Vattendraget som avvattnar avrinningsområdet har biflödesordning 3, vilket innebär att vattnet flödar genom totalt 3 vattendrag innan det når havet efter 331 kilometer. Avrinningsområdet består mestadels av kalfjäll (86 procent). Avrinningsområdet har 1,03 kvadratkilometer vattenytor vilket ger det en sjöprocent på 14,1 procent.